# Psellidotus viridis
Psellidotus viridis är en tvåvingeart som först beskrevs av Luigi Bellardi 1859.  Psellidotus viridis ingår i släktet Psellidotus och familjen vapenflugor. Inga underarter finns listade i Catalogue of Life.